# Diplazium chlororachis
Diplazium chlororachis là một loài dương xỉ trong họ Athyriaceae. Loài này được Kze., Fee mô tả khoa học đầu tiên năm 1850.
Danh pháp khoa học của loài này chưa được làm sáng tỏ. 